# St. Petri (Löbejün)

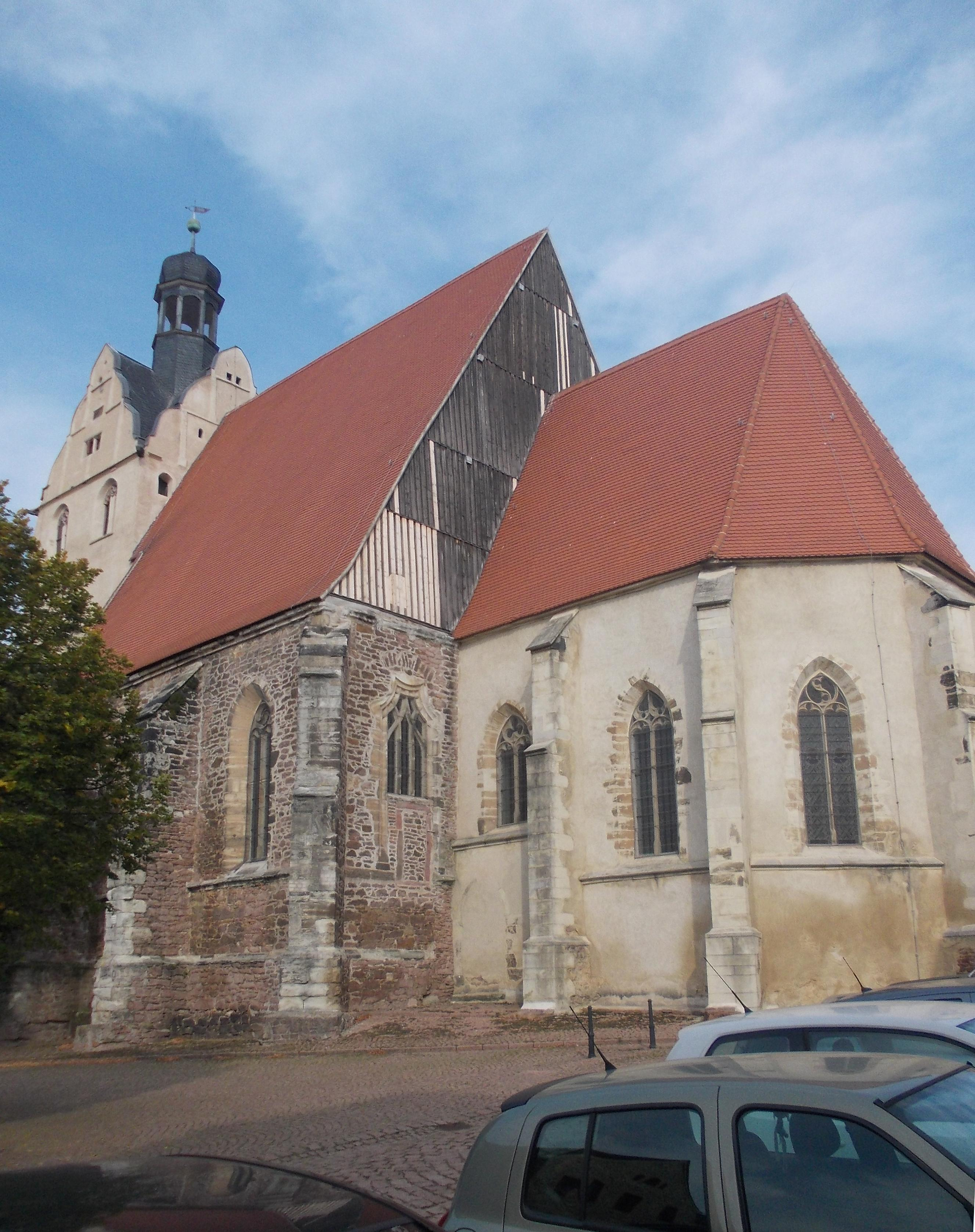
Stadtkirche Löbejün

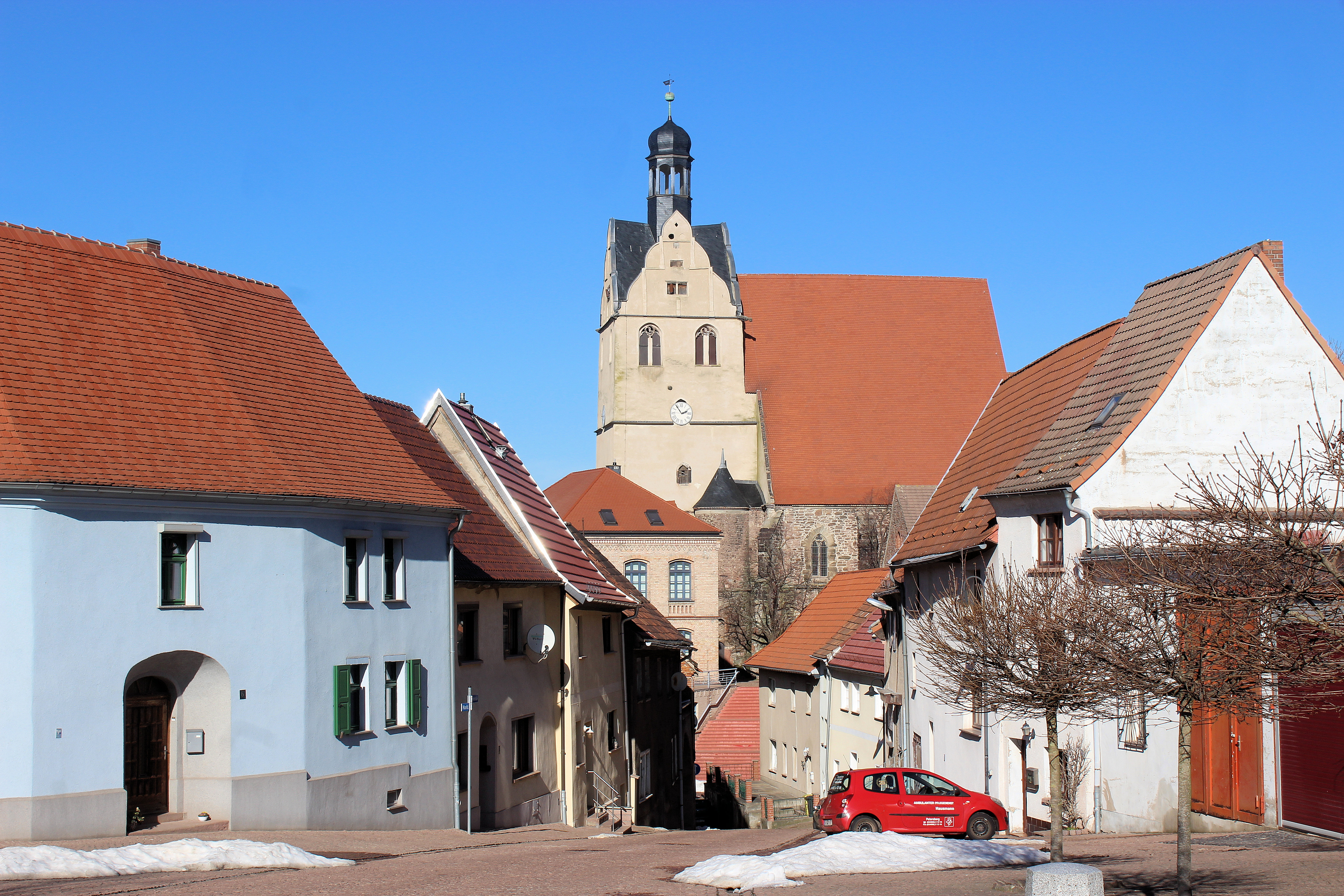
Stadtkirche im Stadtbild

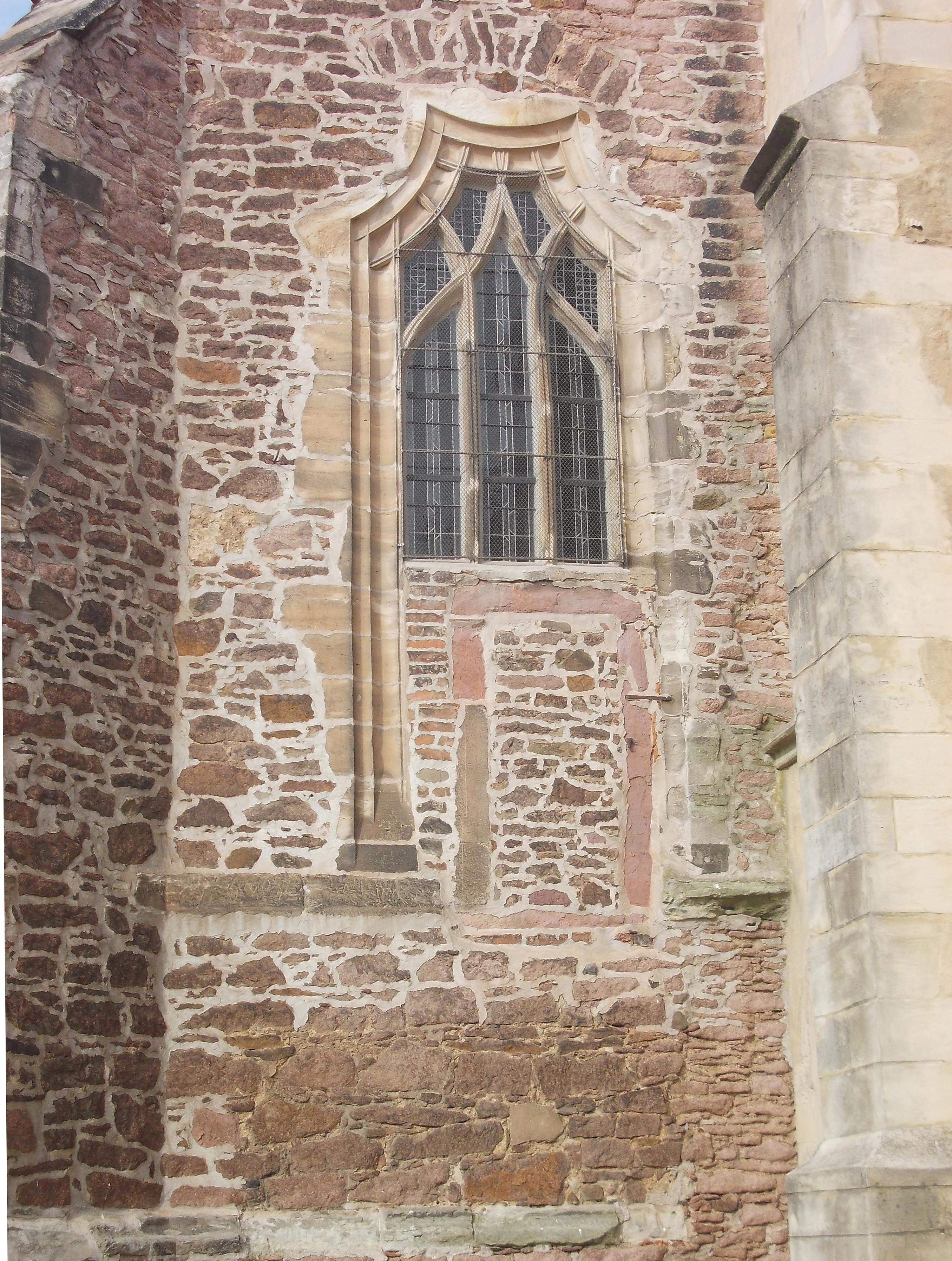
Vorhangbogenfenster am Südschiff

Die evangelische Stadtkirche St. Petri ist eine gotische Hallenkirche im Ortsteil Löbejün von Löbejün-Wettin im Saalekreis in Sachsen-Anhalt. Sie gehört zum Kirchengemeindeverband Wettin im Kirchenkreis Halle-Saalkreis der Evangelischen Kirche in Mitteldeutschland (EKMD) und hat eine ungewöhnlich reiche historische Ausstattung bewahrt.

## Geschichte und Architektur
Das Bauwerk gehört nach dem Typus zu den mitteldeutschen Kurzhallen und besteht aus einem dreischiffigen, dreijochigen Langhaus, einem eingezogenen dreiseitig schließenden Chor von Mittelschiffsbreite und einem Westturm. Die Kirche ist in der Silhouette des Orts städtebaulich wirksam durch das außergewöhnlich hohe Dach der Halle und den nur wenig höheren Turm. Der Chor wurde vermutlich erst nach 1454, das Langhaus 1485 begonnen und um 1520 vollendet. Das Innere wurde nach einem Brand in den Jahren 1583–85 unter Verzicht auf eine Einwölbung wiederhergestellt, der Turm wurde 1588/89 unter Verwendung älterer Teile von Eberhard Schmidt aus Sangerhausen erneuert.
Das Bauwerk ist aus Bruchstein mit Werksteingliederungen erbaut. Der Turm ist viergeschossig mit einem niedrigeren runden Treppenturm in der Südostecke, geschweiften Renaissancegiebeln und einer achteckigen Laterne, Langhaus und Chor sind durch Strebepfeiler gegliedert. Die Maßwerkfenster sind mit Schräggewänden zwei- oder (am nördlichen Schiff) dreibahnig ausgebildet. Allein das stark profilierte Ostfenster des südlichen Schiffs ist durch seine Vorhangbogenform ausgezeichnet. Im westlichen Joch der Halle ist beiderseits je ein Portal angeordnet, die Gewände sind mit durchgesteckten Kehlprofilierungen gestaltet. An der Ostseite des Chores ist eine querrechteckige Nische in Kielbogenrahmung eingelassen, der darin eingefügte Ornamentstein ist auf 1565 datiert, seitlich davon sind eine Konsole und ein Baldachin eingefügt. Die Sakristei an der Nordostecke zum Langhaus eingebaut; über ihrem nachträglich eingebauten Portal ist ein Wappen mit der Inschrift des Claus von Crosick (1484) angebracht. Im Innern tragen kämpferlose Achteckpfeiler die spitzbogigen Arkaden mit gekehlten Schrägen als Laibungen. Der Triumphbogen und das Sakristeiportal sind mit Segmentbogen gestaltet. Das Innere wird durchgängig von Flachdecken abgeschlossen, die im Langhaus auf Balken ruhen. Die in der Mitte vorschwingende Orgelempore im Westen und das Gestühl stammen aus dem 19. Jahrhundert.

## Ausstattung
Das Hauptstück der Ausstattung bildet ein großer Altaraufsatz, der dreigeschossig in der Tradition spätgotischer Wandelaltäre gestaltet ist. Das architektonische reich geschnitzte Rahmenwerk ist in Spätrenaissanceformen gebildet; das Werk wurde 1613 aufgestellt. Die Gemälde mit Darstellungen der Passion Christi wurden von Daniel Rulefink aus Halle im Jahr 1604 geschaffen; sie zeigen im geöffneten Zustand die Kreuzigung im Zentrum, auf den Flügeln die Kreuzigung und die Grablegung Christi, bei geschlossenen Flügeln ist Christus am Ölberg und Christus vor Kaiphas (aus den beiden Mittelfeldern) und die Geißelung zu sehen; in der Predella das Abendmahl und im Auszug die drei Frauen am Grabe. Auf den Gesimsen sind Schnitzfiguren der vier Evangelisten angeordnet. Zwei weitere Schnitzaltäre vom Ende des 15. Jahrhunderts bis Anfang des 16. Jahrhunderts befinden sich an der Südwand des Chores: ein Retabel mit einer Madonna zwischen Maria Magdalena und einer heiligen Nonne im Mittelschrein; in den Flügeln sind die Heiligen Scholastika und Cyriacus dargestellt, das Werk wurde restauriert und neu zusammengestellt im Jahr 1996. An der Südwand des Schiffs ist ein Retabel mit Madonna im Mittelschrein aufgestellt, In den Flügeln sind die Heiligen Christophorus und Elisabeth dargestellt, auf den Außenseiten sind die Heiligen Rochus und Erasmus gemalt. Ein weiterer Flügelaltar mit Madonna, Petrus und Paulus steht jetzt in der katholischen Heiligkreuzkirche Aschersleben.
Die Sandsteinkanzel in achtseitiger Kelchform wurde 1589 aufgestellt und nach Inschrift von Bildhauer Hans Michel aus Bernburg und dem Maler Andreas Brachmon aus Magdeburg geschaffen. Der hölzerne Schalldeckel ist inschriftlich 1591 datiert. Die Sandsteintaufe in achtseitiger Kelchform ist aus dem Jahr 1589. Ein Kruzifix aus Holz mit Naturhaar ist ein Werk des 15. Jahrhunderts. Zwei Schnitzfiguren vom Ende des 15. Jahrhunderts stellen weibliche Heilige dar. Fünf Tafelbilder wurden um 1600 geschaffen; sie stellen folgende Szenen dar: Daniel in der Löwengrube, die Taufe Christi, Jesus und die Samariterin, Christi Himmelfahrt und ein Jüngstes Gericht mit Stifterfamilie, vermutlich von einem Epitaph.
Zwei Orgelflügel sind beidseitig bemalt und zeigen Verkündigung, Heimsuchung, Geburt Christi und Anbetung der Heiligen Drei Könige; sie stammen aus dem späten 16. Jahrhundert und sind mit Inschrift und Wappen des Markgrafen Joachim Friedrich von Brandenburg (Administrator von Magdeburg in den Jahren 1566–98) versehen. Ein Sandsteinepitaph für Johan Zwanzig ist nach der Inschrift ein Werk von Hans Michel aus Bernburg im Jahr 1587; im Hauptfeld ist die Familie des Stifters unter dem Kruzifix zu sehen, im Aufsatz die Auferstehung Christi. Zwei Pastorenbildnisse wurden inschriftlich 1591 und 1783 geschaffen. Im Chor sind zwei Fenster mit farbiger Verglasung, gestiftet 1903, zu sehen.
Die heutige Orgel ist ein Werk von Wilhelm Rühlmann aus dem Jahr 1901 mit 22 Registern auf zwei Manualen und Pedal.